# S. Darko
S. Darko (altă denumire S. Darko: A Donnie Darko Tale) este un film american SF dramatic din 2009 regizat de Chris Fisher. Rolurile principale au fost interpretate de actorii Daveigh Chase, Briana Evigan și Ed Westwick. Este o continuare a filmului idol din 2001, Donnie Darko..
Filmul a fost lansat pe DVD și Blu-ray la 12 mai 2009 în Statele Unite, și la 6 iulie 2009 în Europa.

## Prezentare
Samantha Darko (Daveigh Chase), sora mai mică (18 ani) a decedatului Donnie, decide sa meargă cu mașina la Hollywood în vara anului 1995, împreună cu cea mai bună prietenă a sa, Corey (Briana Evigan). Automobilul se defectează pe neașteptate într-un orășel din Utah aflat în mijlocul deșertului. Un meteorit se prăbușește în apropiere, iar Samantha începe să aibă viziuni bizare despre sfârșitul Universului. Ea realizează că automobilul nu s-a defectat din întâmplare și că ea se află în acel orășel din Utah pentru a-i ajuta pe localnici ca să salveze lumea de la pierire. 

## Distribuție
- Daveigh Chase - Samantha Darko
- Briana Evigan - Corey Corn
- Ed Westwick - Randy Jackson
- James Lafferty - Justin Sparrow
- Jackson Rathbone - Jeremy Frame
- Elizabeth Berkley - Trudy Kavanagh
- Matthew Davis - Pastor John Wayne